# 1877 en football
Cet article présente les faits marquants de l'année 1877 en football.

## Clubs fondés en 1877
- en Angleterre :
  - Des élèves de la Saint-Luke’s School fondent le club de football anglais de Wolverhampton Wanderers.
  - fondation du club de Crewe Alexandra Football Club basé à Crewe.
- en Écosse :
  - fondation du club de Clyde Football Club basé à Cumbernauld.
  - fondation du club de Saint Mirren Football Club basé à Paisley.

## Mars
- 3 mars : à Londres (Kennington Oval), l'Écosse s'impose 1-3 face à l'Angleterre. 2 000 spectateurs.
- 5 mars : à Wrexham (Acton Park), l'Écosse s'impose 0-2 face au Pays de Galles. 4 000 spectateurs.
- 17 mars : à Glasgow (Hampden Park), finale de la 4e édition de la Coupe d'Écosse. Vale of Leven et Rangers, 1-1. Finale à rejouer. 8 000 spectateurs.
- 24 mars : finale de la 6e FA Challenge Cup (37 inscrits). Wanderers 2, Oxford University 1. 3 000 spectateurs au Kennington Oval. Les Wanderers s'imposent au terme de la prolongation grâce à un but décisif de Lindsay.

## Avril
- 7 avril : à Glasgow (Hampden Park), finale de la 4e édition de la Coupe d'Écosse. Vale of Leven et Rangers, 1-1. Finale à rejouer. 15 000 spectateurs.
- 13 avril : à Glasgow (Hampden Park), finale de la 4e édition de la Coupe d'Écosse. Vale of Leven bat les Rangers, 3-2. 12 000 spectateurs.

## Naissances
- 25 février : John Robertson, footballeur puis entraîneur écossais. († 1935).
- 11 mars : Charles Foweraker, entraîneur de football gallois. († 1950).
- 16 avril : Enrico Canfari, footballeur puis dirigeant sportif italien. († 1915).
- 27 avril : Andy Aitken, footballeur écossais. († 1955).
- 13 mai : Robert Hamilton, footballeur écossais. († 1948).
- 22 novembre : Hans Gamper, footballeur puis dirigeant de football suisse. Fondateur du FC Barcelone et du FC Zurich. († 1930).
- 7 décembre : Walter Abbott, footballeur anglais. († 1941).
- Lluís d'Ossó, footballeur et dirigeant sportif espagnol. († 1931).